# Distretto di Surguja
Il distretto di Surguja è un distretto del Chhattisgarh, in India, di 1 970 661 abitanti. Il suo capoluogo è Ambikapur.